# Pyrenulales
Pyrenulales es un orden de hongos ascomicetos en la clase Eurotiomycetes y el subfilo Pezizomycotina.